# 메기도

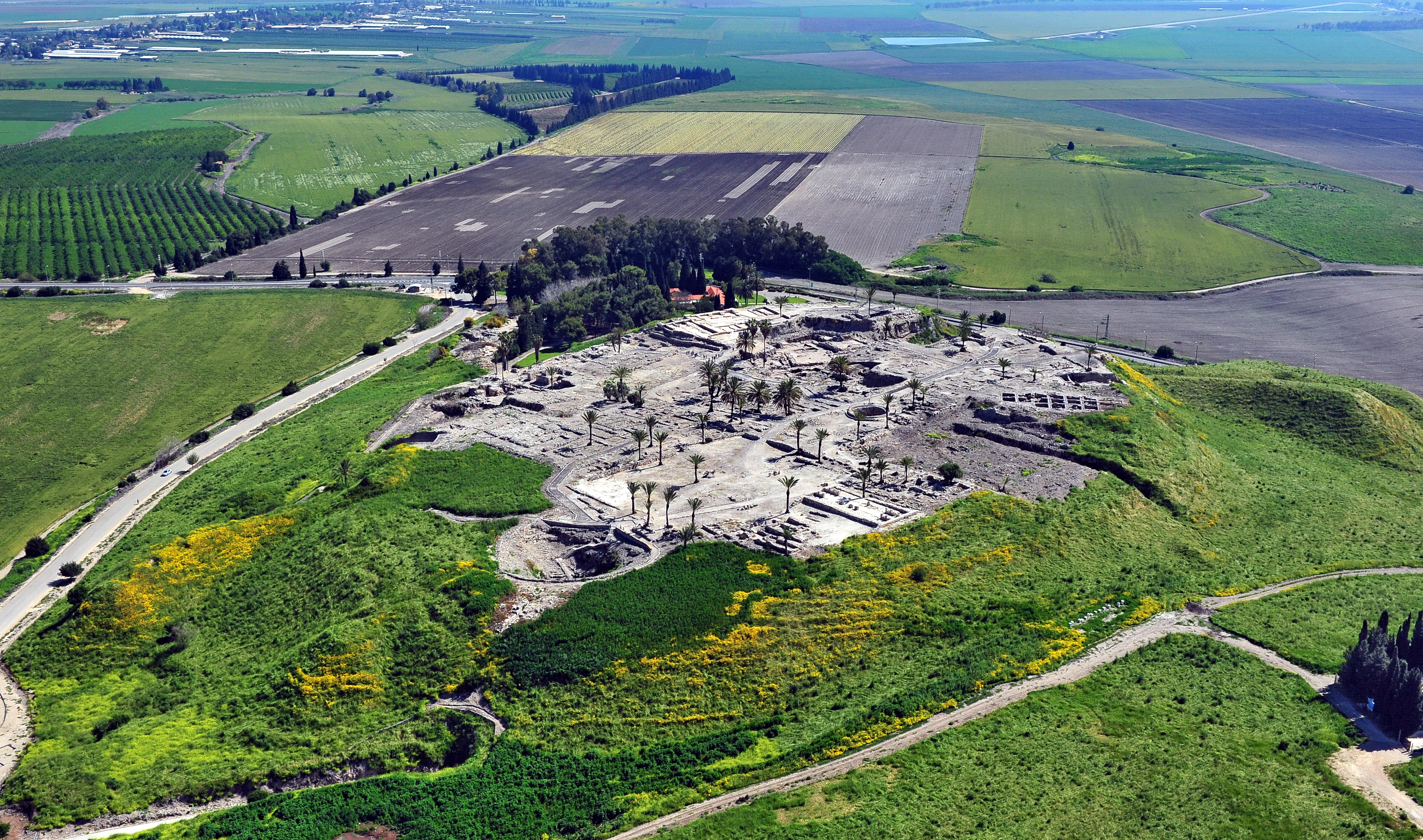
메기도의 항공사진

메기도(Meggido), 텔메기도(Tel Megiddo)는 이집트에서 지중해 연안을 따라 메소포타미아 지방에 이르는 바닷길(비아마리스；Via Maris)목으로 이스르엘 평야 중에서도 동서남북을 연결하는 중요한 교통의 요지이며 전략적 요충지이다. 성경에서는 므기또(공동번역성서, 로마가톨릭), 므깃도(개신교) 등으로 등장한다.

## 역사
오래전부터 제국의 군대는 이곳을 통과하여 지나갈 수밖에 없었고, 가나안 땅에서도 역사적으로 가장 많은 전투가 벌어졌던 곳이다. 솔로몬왕은 무깃도의 중요성을 감안하여 이곳을 강화시켰고, 이 지역을 행정의 중심지로 만들었다. 그러나 BC 913년경 이집트의 시삭(Shishak)은 메기도를 파괴하고, 이후 아합왕 때 다시 재건되었다. 유대왕 요시아가 북진하는 이집트 군대와 맞서 싸우다가 전사한 곳이며, 서기 1917년 영국의 알렌비 장군이 터키군을 패배시켜 승리로 이끈 곳이기도 하다. 요한계시록에 기록된 ‘아마게돈(히르마게돈)’을 히랍어로 옮긴 말이다. 메기도는 1925∼1939년에 미국 시카고 대학의 동양연구소에 의해 발굴되어 그 실체가 들어났는데, 이 곳은 기원전 4000년 전부터 도시가 형성되었으며, 가나안 원주민들이 만들었던 산당식 신전, 솔로몬의 마굿간 등이 발견되었다. 메기도는 이집트의 기원전 15세기 문서에 언급된 도시로 헬라시대에 쇠퇴되었다.